# 逆川 (神奈川県)
逆川（さからいがわ）は、神奈川県秦野市を流れる金目川水系の川の一つである。

## 地理
神奈川県秦野市西大竹、上智大学短期大学部の南に源を発する。神奈川県道71号秦野二宮線の旧道に沿って流れ同市上大槻で室川に合流する。

## 橋梁

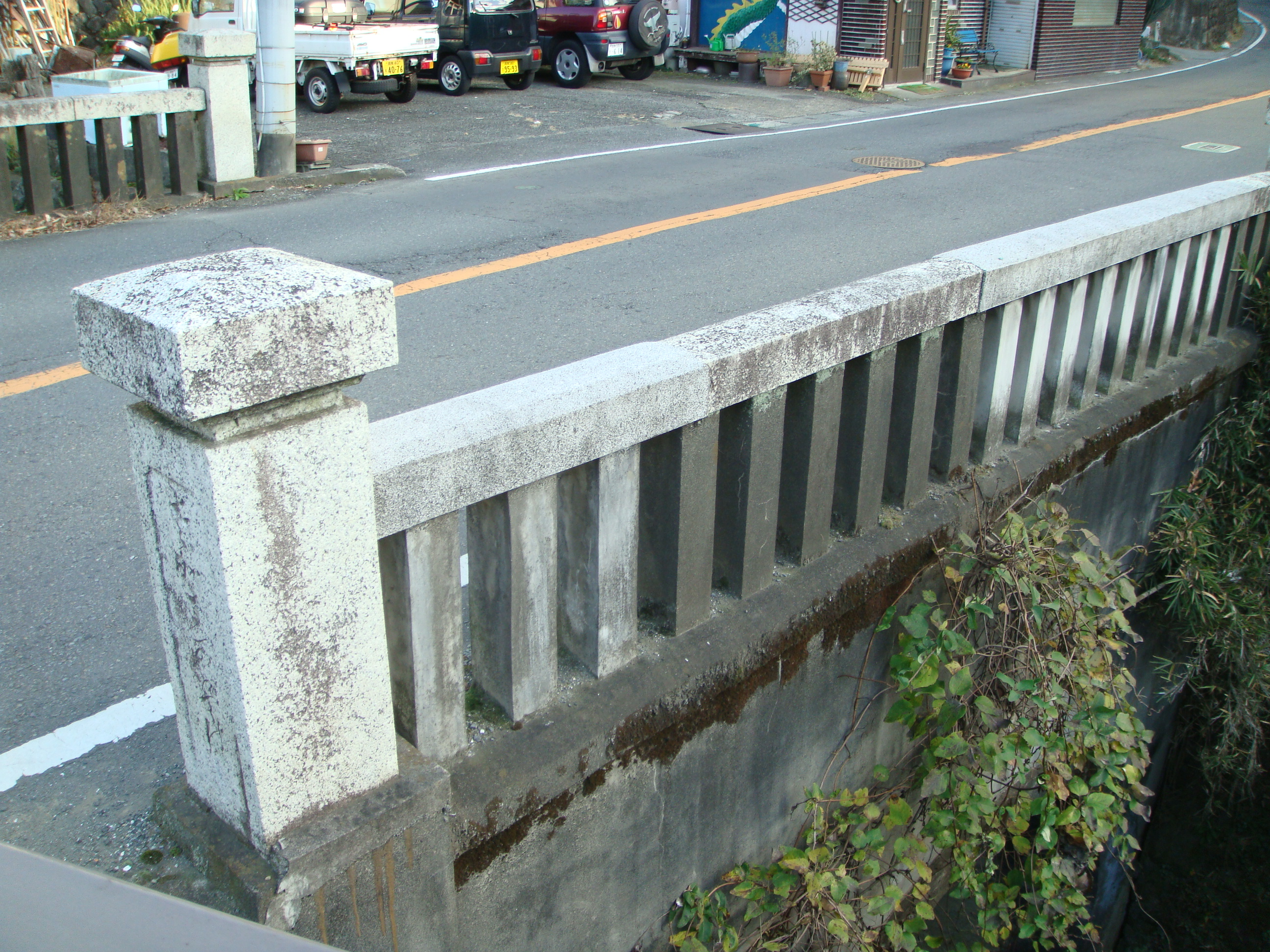
現在の逆川橋

- 逆川橋（神奈川県道71号秦野二宮線旧道） かつて湘南軌道の汽車も通った大正時代にかけられた橋。
- 新逆川橋（神奈川県道71号秦野二宮線）